# Santacruzodon
Santacruzodon is een geslacht van uitgestorven cynodonten dat leefde tijdens het Laat-Trias in Brazilië. 

## Naamgeving
De typesoort Santacruzodon hopsoni werd in 2003 benoemd door Fernando Abdala en Ana Maria Ribeiro. De geslachtsnaam verbindt een verwijzing naar Santa Cruz do Sul met een Grieks odoon. 'tand'. De soortaanduiding eert James Allen Hopson, een gezaghebbend expert op het gebied van de basale Therapsida.
Het holotype MCN PV 2768, een schedel en onderkaak, werd in 1995 verzameld in een voorstad van Santa Cruz do Sul, in het Geopark van Paleorrota, Brazilië in een laag van de Santa Maria-formatie, wellicht daterend uit het vroege Carnien. De soort werd in 2001 en 2002 omschreven als de 'Traversodontide type II'. De schedel MCP 4034 PV is toegewezen alsmede vijf losse kaken.

## Fylogenie
Deze soort is binnen de Traversodontidae een verwant van Dadadon, gevonden in Madagaskar.